# سرخیو بوئناکازا
سرخیو بوئناکازا (انگلیسی: Sergio Buenacasa؛ زادهٔ ۱۹ آوریل ۱۹۹۶) بازیکن فوتبال اهل اسپانیا است.
از باشگاه‌هایی که در آن بازی کرده‌است می‌توان به باشگاه فوتبال یوونتوس و باشگاه فوتبال رئال ساراگوسا اشاره کرد.